# Nagrobek Wacława II legnickiego

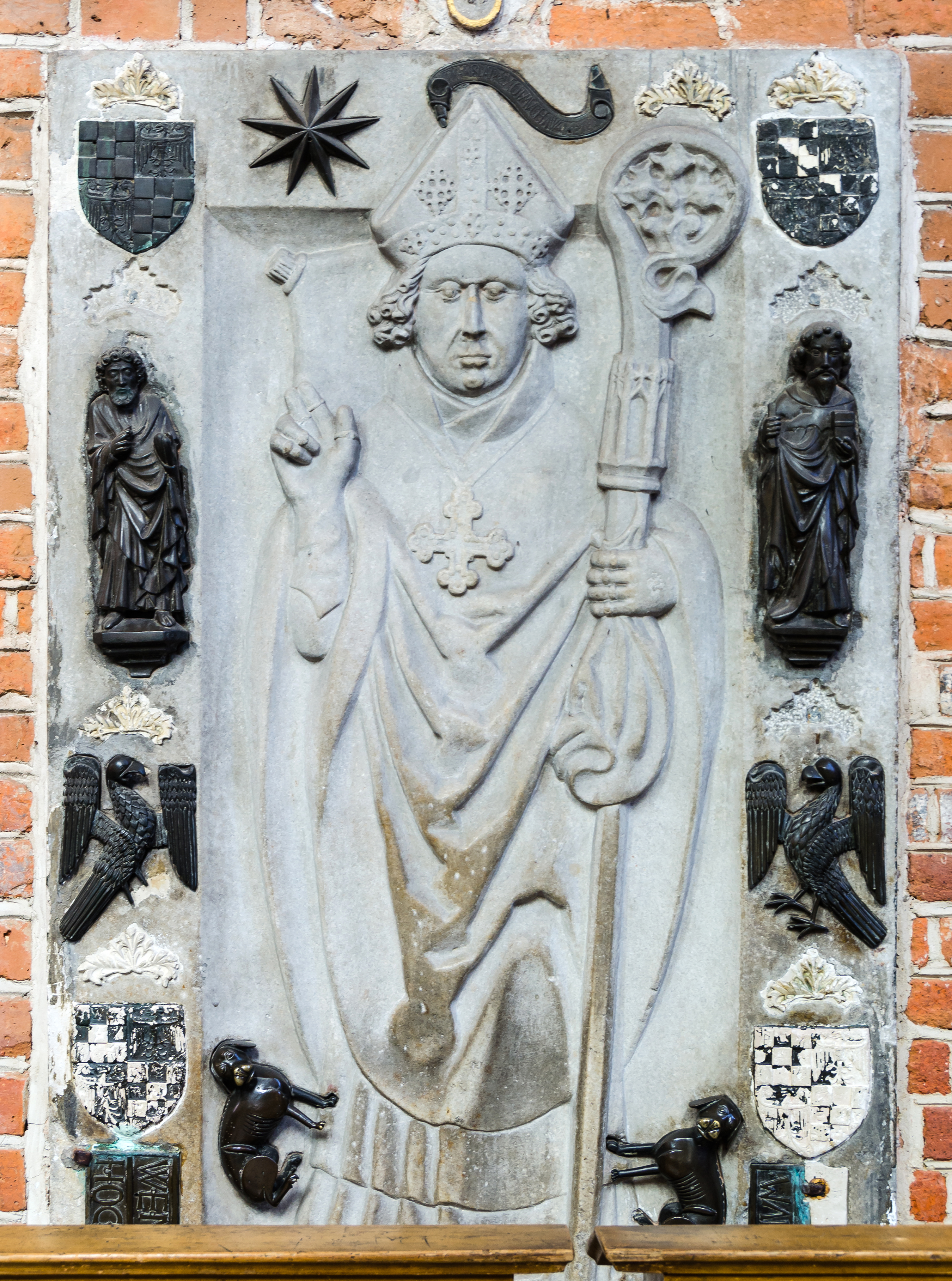
Nagrobek Wacława II legnickiego

Nagrobek Wacława II legnickiego – płyta nagrobna księcia i biskupa Wacława II legnickiego, znajdująca się w bazylice św. Jakuba i św. Agnieszki w Nysie.

## Historia
Wacław II legnicki zmarł 30 grudnia 1419 w Otmuchowie i został pochowany w tamtejszej kolegiacie św. Mikołaja. Po zniszczeniu kościoła w 1477, w trakcie wojen husyckich, szczątki biskupa przeniesiono do kościoła św. Jana Chrzciciela w Nysie, w którym spoczęły pod głównym ołtarzem. W 1491 miejsce pochówku oznaczone zostało marmurową płytą. W 1575 dokonano otwarcia grobu, a rok później kapituła ufundowała podbudowę pod płytę nagrobną, stawiając tym samym tumbę, która ozdobiona była stiukiem z wizerunkami patronów kolegiaty i herbami. Po zniszczeniu kościoła w trakcie wojny trzydziestoletniej płytę nagrobną relokowano do kolegiaty św. Jakuba, umieszczając ją za głównym ołtarzem. W 1894 została przeniesiona w obecne miejsce, obok wejścia do zakrystii.

## Opis
Płyta ma kształt prostokąta o wymiarach 196 x 121 cm. Wykonana jest z białego marmuru z mosiężnymi aplikacjami. W centrum przedstawiono zmarłego biskupa w stroju liturgicznym z insygniami swojego urzędu (mitrą, pastorałem, krucyfiksem i pierścieniem), z prawą dłonią ułożoną w geście błogosławieństwa, z zamkniętymi oczami. Pod jego głową znajduje się poduszka z frędzlami. Przy nogach umieszczono dwa mosiężne psy, przedstawione z profilu. Po prawej i lewej stronie zmarłego w pionowym układzie znajdują się kolejno mosiężne: herby księstwa legnickiego, dwie figury, mogące przedstawiać św. Jana Chrzciciela i św. Mikołaja lub św. Piotra i św. Pawła; zwrócone ku sobie dwa orły o częściowo rozłożonych skrzydłach oraz ponownie herby księstwa legnickiego. W górnej części płyty, na lewo od mitry biskupa, znajduje się dziewięcioramienna gwiazda, a na prawo banderola z inskrypcją informującą o przeniesieniu pomnika w 1479. Pod stopami zmarłego umieszczone jest metalowe obramowanie z inskrypcją informującą o tytułach Wacława, fundacji w Otmuchowie i dacie jego śmierci.
Przyjmuje się, że większość mosiężnych aplikacji pochodzi z pierwotnego nagrobka biskupa w kościele św. Mikołaja w Otmuchowie. Do tezy tej przychylają się m.in. Bogusław Czechowicz i Jarosław Jarzewicz.